# Ramon Despuig
Ramon Despuig y Martinez de Marcilla (ur. 1670, zm. 1741) – 67. Wielki Mistrz Zakonu Rycerzy Szpitalników Świętego Jana Jerozolimskiego w latach 1736–1741.
Ramon Despuig urodził się w roku 1670 na Majorce w ówczesnym królestwie Aragonii (dziś Hiszpania). Piastował urząd baliwa, a później seneszala na Majorce. Wielkim Mistrzem Zakonu św. Jana wybrany został 16 grudnia 1736 roku.
Podczas jego rządów odnowione zostało prawodawstwo tego małego państewka, poprawiony został też stan katedry św. Jana. Kilka statków z algierskiej floty zostało schwytanych przez galery Zakonu.
W latach 1739—1746 zbudowany został Bastion Despuiga, część fortyfikacji Mdiny. Został nazwany na cześć Wielkiego Mistrza.
Ramon Despuig pełnił swój urząd przez 5 lat. Zmarł w Valletcie 15 stycznia 1741 roku. Pochowany został w katedrze św. Jana w Valletcie.

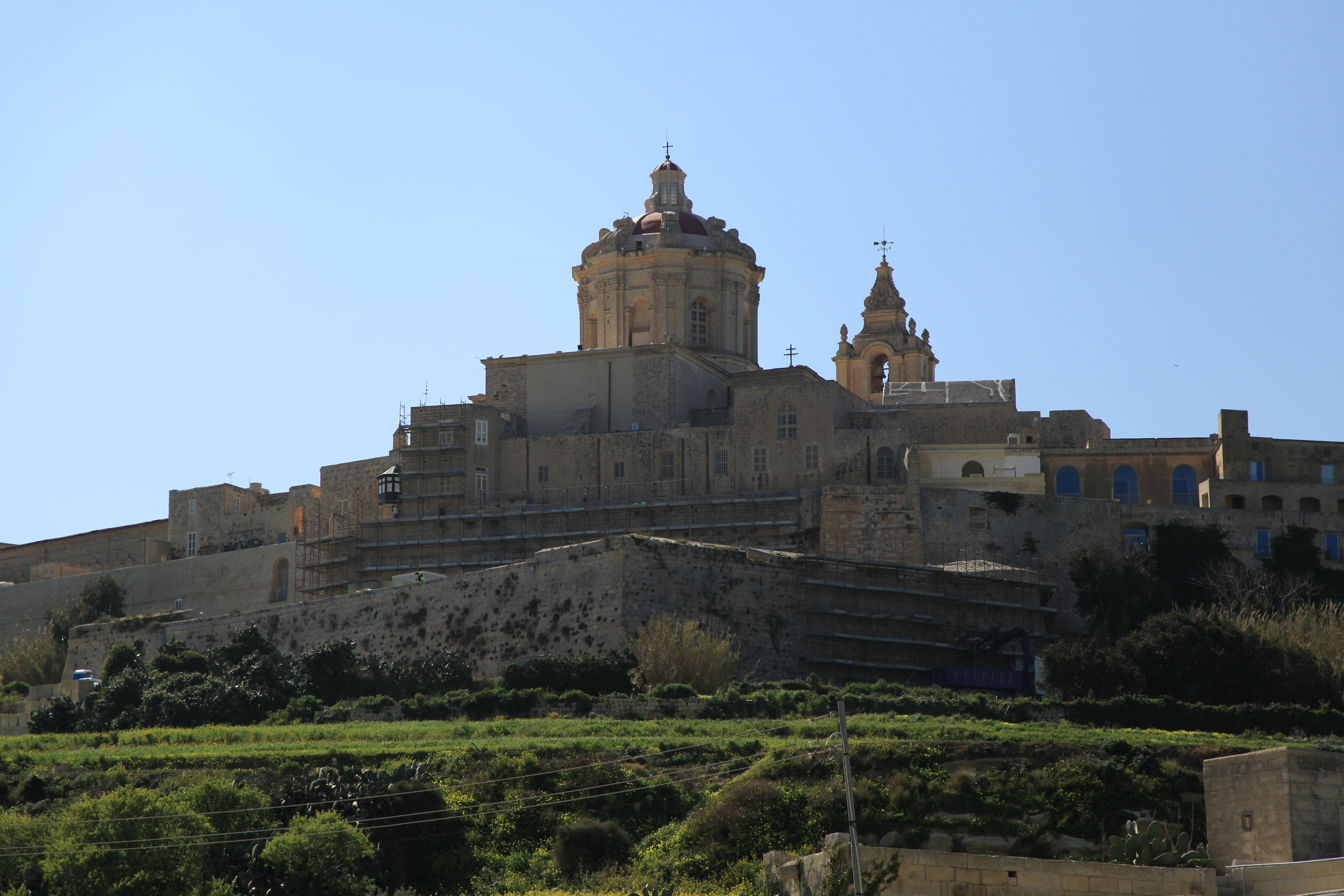
Despuig Bastion, Mdina